# Парон (деревня)
Парон — деревня в Унинском районе Кировской области.

## География
Располагается на расстоянии примерно 8 км по прямой на север от райцентра поселка Уни.

## История
Известна с 1802 года как починок Парон над ключем Лажбей. В 1873 году здесь (деревня Паронцы) отмечено было дворов 25 и жителей 223, в 1905 36 и 244, в 1926 (уже деревня Порон) 46 и 222 (удмурты 210), в 1950 (снова Парон) 44 и 148, в 1989 проживало 30 жителей. До 2021 года входила в состав Унинского городского поселения до его упразднения.

## Население
Постоянное население  не было учтено как в 2002 году, так и в 2010.